# Steutz
Steutz este o comună din landul Saxonia-Anhalt, Germania.